# Dorsoduro
Dorsoduro – jedna z sześciu dzielnic (wł. sestiere) Wenecji w północnych Włoszech.

## Lokalizacja i nazwa
Dorsoduro zlokalizowana jest w południowej części miasta. Graniczy z dzielnicami Santa Croce i San Polo, zaś z dzielnicą San Marco jest połączona mostem – Ponte dell'Accademia. Do tej dzielnicy należą również wyspy Giudecca i Sacca Fisola, oddzielone kanałem (wł. Canale della Giudecca). Nazwa dzielnicy oznacza „twardy grzbiet” i nawiązuje do rozmiaru i solidność twardszego gliniastego terenu, który nad laguną znaleźli osadnicy.

## Zabytki i atrakcje turystyczne
Zabytki i atrakcje turystyczne w Dorsoduro obejmują:
- Ca’ Foscari
- Ca’ Rezzonico
- Ca’ Zenobio degli Armeni
- Campo San Barnaba
- Campo San Gregorio
- Collezione Vittorio Cini (Campo San Vio)[3]
- Gallerie dell’Accademia
- I Gesuati (kościół)[3]
- Guggenheim Collection
- Il Redentore (kościół)
- Le Zitelle (kościół)
- Ognissanti (kościół)
- Palazzo Ariani
- Palazzo Brandolin Rota
- Palazzo Dario
- Palazzo Giustinian Recanati
- Palazzo Orio Semitecolo Benzon
- Pinacoteca Manfrediana (Campo della Salute)[3]
- Punta della Dogana
- Rio di San Travaso[3]
- Santa Maria della Salute (bazylika)
- San Pantalon (kościół)
- San Sebastiano (kościół)
- San Trovaso (kościół)
- Santa Maria dei Carmini (kościół)
- Museo del Settecento Veneziano[4]
- Scuola Grande dei Carmini
- Zattere[3]